# Cyphostemma adenocaule
Cyphostemma adenocaule là một loài thực vật hai lá mầm trong họ Nho. Loài này được (Steud. ex A.Rich.) Desc. ex Wild & R.B.Drumm. miêu tả khoa học đầu tiên năm 1966.